# Contea di Pingtang

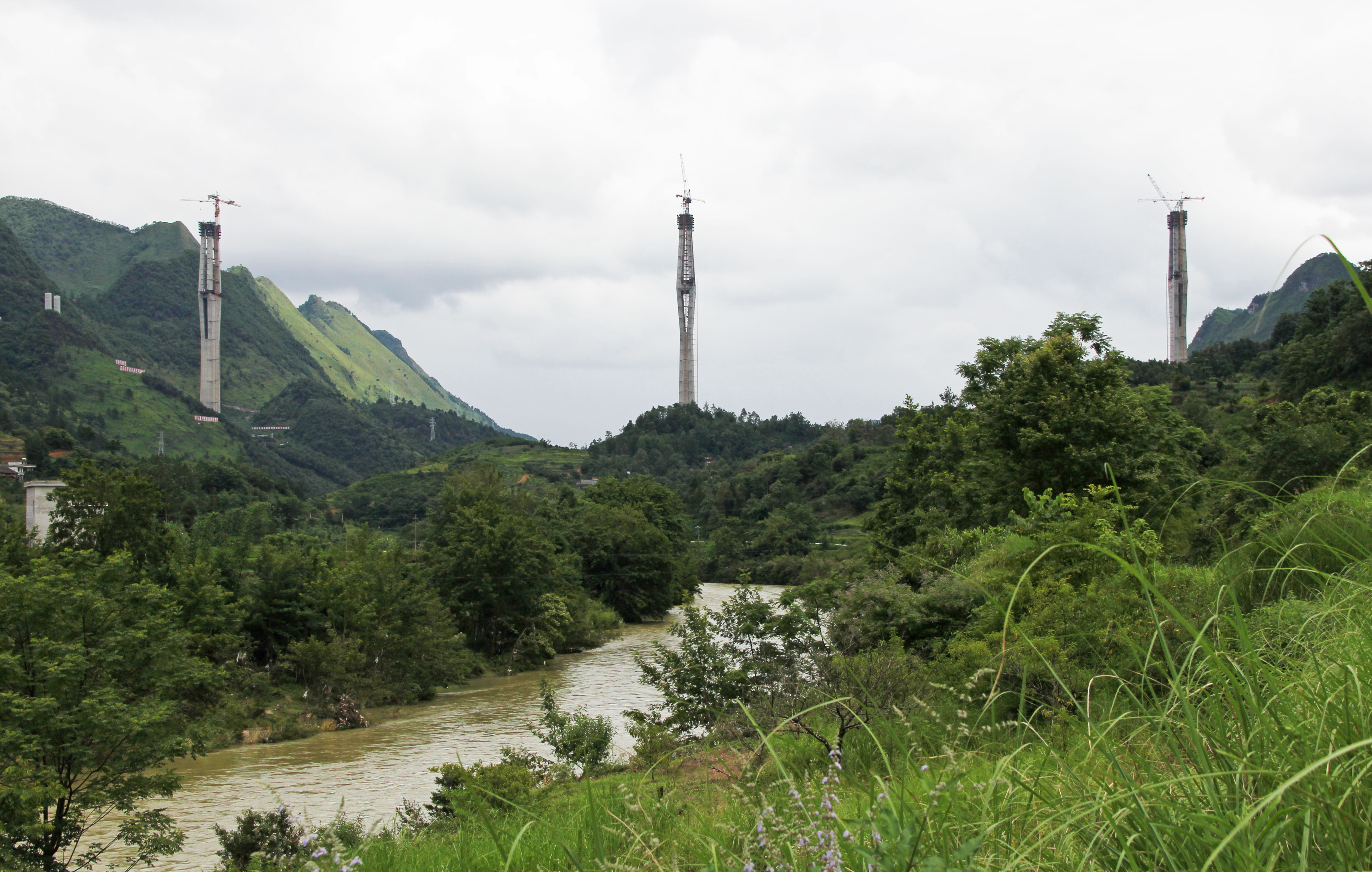
Ponte Pingtang situato nell'omonima contea

La contea di Pingtang (Cinese: 平塘县S, Píngtáng XiànP) è una contea della prefettura autonoma di Qiannan Buyei e Miao della provincia di Guizhou, nel sudovest della Cina.

## Descrizione
Il territorio si estende in una vallata di alta montagna, abitata prevalentemente da membri di minoranze etniche Buyei e Miao, che insieme costituiscono circa il 55% della popolazione della contea.
La superficie di questa contea è pari a 2,816 chilometri quadrati e nel 2002 la sua popolazione era di circa 300.000 unità. La sede del governo della contea è nella città di Pinghu.
La contea sarà sede del radiotelescopio FAST - Five hundred meter Aperture Spherical Telescope, che al termine della sua costruzione prevista per il 2016 sarà il più grande radiotelescopio al mondo.

## Città e amministrazioni locali
Le principali città e amministrazioni locali sotto la giurisdizione della contea di Pingtang includono:

### Città
- Pinghu (平湖镇; pinyin: Pínghú zhèn) (sede amministrativa del governo della contea)
- 摆茹镇 (pinyin: zhèn)
- 通州镇 (pinyin: zhèn)
- Yazhou (牙舟镇; pinyin: Yázhōu zhèn)
- 大塘镇 (pinyin: zhèn)
- Kedu (克度镇; pinyin: Kèdù zhèn)
- Tangbian (塘边镇; pinyin: Tángbiān zhèn)
- 者密镇和四寨镇 (pinyin: zhèn)

### Municipalità
- 白龙乡 (pinyin: xiāng)
- Xintang (新塘乡; pinyin: Xīntáng xiāng)
- 卡蒲毛南族乡 (pinyin: xiāng)
- 西凉乡 (pinyin: xiāng)
- 卡罗乡 (pinyin: xiāng)
- Gudong (谷洞乡; pinyin: Gǔdòng xiāng)
- Zhangbu (掌布乡; pinyin: Zhǎngbù xiāng)
- Shuchang (鼠场乡; pinyin: Shǔcháng xiāng)
- 甘寨乡和苗二河乡 (pinyin: xiāng)